# The Last of Us (sorozat)
A The Last of Us egy akció-kaland videojáték-sorozat és médiafranchise, amelyet a Naughty Dog fejlesztett, és a Sony Interactive Entertainment adott ki. A sorozat egy posztapokaliptikus Egyesült Államokban játszódik, amelyet kannibál emberek dúltak fel – őket egy mutálódott, Cordyceps nemzetségbe tartozó gomba fertőzte meg. A történet több túlélőt követ, köztük Joelt – a csempészt, aki a járvány kitörésekor elveszítette a lányát; Ellie-t, egy fiatal lányt, aki immunis a fertőzésre; valamint Abbyt, egy katonát, aki belekeveredik a milíciája és egy vallási szekta közötti konfliktusba. A játékok TPS-s nézetben játszódnak, és a játékosnak ellenséges emberekkel és kannibál lényekkel kell megküzdenie különféle fegyverekkel.

## A sorozat tagjai

### Videójátékok

#### The Last of Us / The Last of Us Part I
A The Last of Us első részének fejlesztését Bruce Straley játékigazgató és Neil Druckmann kreatív igazgató vezette. A játék 2013 júniusában jelent meg PlayStation 3-ra. 2014. április 9-én a Sony Computer Entertainment bejelentette a The Last of Us Remastered című játékot, amely a játék felújított változata PlayStation 4-re, végül 2014 júliusában jelent meg a felújított változat. A The Last of Us Part I – az eredeti játék remake változata, amely 2022. szeptember 2-án jelent meg PlayStation 5-re, majd 2023. március 28-án Windowsra is. A játék átdolgozott játékmenetet, megújított mesterséges intelligenciát, jobb teljesítményt és kibővített akadálymentesítési lehetőségeket kínál.

#### The Last of Us: Left Behind
A The Last of Us: Left Behind az első rész kiegészítője, amely február 14-én jelent meg PlayStation 3-ra. 2014-ben bekerült a Remastered kiadásba, amely PlayStation 4-re jelent meg, emellett 2015. május 12-én önálló kiegészítőként is megjelent Left Behind címen, PlayStation 3-ra és PlayStation 4-re egyaránt.

#### The Last of Us Part II
A The Last of Us Part II 2020. június 19-én jelent meg PlayStation 4-re. A felújított változat, The Last of Us Part II Remastered címmel, 2024 januárjában jelent meg PlayStation 5-re, majd 2025 áprilisában Windowsra is.

### Mozgóképes művek

#### Televíziós sorozat
2020 márciusában bejelentették, hogy a játék televíziós adaptációja fejlesztés alatt áll az HBO-nál; a projektet 2020 novemberében hivatalosan is zöld utat kapott. A sorozatot Neil Druckmann és Craig Mazin írta, valamint vezető producerként is közreműködtek, emellett mindketten rendeztek epizódokat. Ali Abbasi, Peter Hoar, Liza Johnson, Jeremy Webb és Jasmila Žbanić is rendeztek egy-egy epizódot. További vezető producerek között szerepel Carolyn Strauss és Rose Lam, a Naughty Dog elnöke, Evan Wells, valamint a PlayStation Productions munkatársai, Asad Qizilbash és Carter Swan. A sorozat közös produkciója a Sony Pictures Television, a PlayStation Productions, a Naughty Dog, a The Mighty Mint és a Word Games között; ez az első sorozat, amelyet a PlayStation Productions készített. A zenét Santaolalla és David Fleming komponálják.

#### Törölt film
Március 6-án a Sony bejelentette, hogy a Screen Gems forgalmazza The Last of Us filmadaptációját, amelyet Druckmann írt és Sam Raimi producerkedett. 2015 januárjára Druckmann elkészítette a forgatókönyv második vázlatát, és egy olvasópróbát is tartott néhány színésszel. 2016 áprilisában Druckmann azt nyilatkozta, hogy a film fejlesztése "fejlesztési pokolba" került. Novemberben Raimi arról beszélt, hogy a film megakadt, miután a Sony és Druckmann között nézeteltérés alakult ki. A jogokat 2019-re elengedték. Druckmann elmondta, hogy a film elbukott, mert a stúdió inkább a nagy akciójelenetekre összpontosított, míg ő úgy érezte, hogy a The Last of Us-t inkább egy kisebb indie filmként kellene megközelíteni. Maisie Williams színésznő lelkesedését fejezte ki Ellie szerepe iránt, és tárgyalásokat folytatott Druckmannal és Raimivel a szerep elvállalásáról, míg Kaitlyn Dever részt vett egy asztali olvasópróbán.

### Nyomtatott művek
A négyrészes képregényminisorozat, The Last of Us: American Dreams, a Dark Horse Comics kiadásában jelent meg 2013 áprilisa és júliusa között. A játék kreatív igazgatója, Neil Druckmann írta, és Faith Erin Hicks illusztrálta. A képregények a játék előzményeit mesélik el, és Ellie és Riley fiatalabb kori kalandjait követik.

## Szereplők és karakterek
| Karakter   | Videójátékok            | Videójátékok                | Videójátékok           | Sorozat          | Sorozat           |
| Karakter   | The Last of Us / Part I | The Last of Us: Left Behind | The Last of Us Part II | 1. évad          | 2. évad           |
| ---------- | ----------------------- | --------------------------- | ---------------------- | ---------------- | ----------------- |
| Joel       | Troy Baker              | Troy Baker                  | Troy Baker             | Pedro Pascal     | Pedro Pascal      |
| Ellie      | Ashley Johnson          | Ashley Johnson              | Ashley Johnson         | Bella Ramsey     | Bella Ramsey      |
| Sarah      | Hana Hayes              |                             |                        | Nico Parker      |                   |
| Tommy      | Jeffrey Pierce          |                             | Jeffrey Pierce         | Gabriel Luna     | Gabriel Luna      |
| Tess       | Annie Wersching         |                             | Annie Wersching        | Anna Torv        |                   |
| Robert     | Robin Atkin Downes      |                             |                        | Brendan Fletcher |                   |
| Marlene    | Merle Dandridge         |                             | Merle Dandridge        | Merle Dandridge  |                   |
| Bill       | W. Earl Brown           |                             |                        | Nick Offerman    |                   |
| Henry      | Brandon Scott           |                             |                        | Lamar Johnson    |                   |
| Sam        | Nadji Jeter             |                             |                        | Keivonn Woodard  |                   |
| Maria      | Ashley Scott            |                             | Ashley Scott           | Rutina Wesley    | Rutina Wesley     |
| James      | Reuben Langdon          |                             |                        | Troy Baker       |                   |
| David      | Nolan North             |                             |                        | Scott Shepherd   |                   |
| Jerry      | Derek Phillips          |                             | Derek Phillips         | Darren Dolynski  |                   |
| Frank      | Említve                 |                             |                        | Murray Bartlett  |                   |
| Anna       | Említve                 |                             |                        | Ashley Johnson   |                   |
| Riley      | Említve                 | Yaani King                  |                        | Storm Reid       |                   |
| Abby       |                         |                             | Laura Bailey           |                  | Kaitlyn Dever     |
| Dina       |                         |                             | Shannon Woodward       |                  | Isabela Merced    |
| Jesse      |                         |                             | Stephen Chang          |                  | Young Mazino      |
| Lev        |                         |                             | Ian Alexander          |                  |                   |
| Yara       |                         |                             | Victoria Grace         |                  |                   |
| Manny      |                         |                             | Alejandro Edda         |                  | Danny Ramirez     |
| Owen       |                         |                             | Patrick Fugit          |                  | Spencer Lord      |
| Mel        |                         |                             | Ashly Burch            |                  | Ariela Barer      |
| Nora       |                         |                             | Chelsea Tavares        |                  | Tati Gabrielle    |
| Isaac      |                         |                             | Jeffrey Wright         |                  | Jeffrey Wright    |
| Seth       |                         |                             | Robert Clotworthy      |                  | Robert John Burke |
| Eugene     |                         |                             | Említve                |                  | Joe Pantoliano    |
| Kat        |                         |                             | Említve                |                  | Noah Lamanna      |
| Kathleen   |                         |                             |                        | Melanie Lynskey  |                   |
| Perry      |                         |                             |                        | Jeffrey Pierce   |                   |
| Marlon     |                         |                             |                        | Graham Greene    |                   |
| Florence   |                         |                             |                        | Elaine Miles     |                   |
| Gail       |                         |                             |                        |                  | Catherine O'Hara  |
| Hanrahan   |                         |                             |                        |                  | Alanna Ubach      |
| Burton     |                         |                             |                        |                  | Ben Ahlers        |
| Elise Park |                         |                             |                        |                  | Hettienne Park    |